# 切羅基人
切羅基人（/ˈtʃɛrəkiː/，羅馬化：Aniyvwiyaʔi，Tsalagi）又譯為卻洛奇人，是美國東南疏林地區的原住民族群。18世紀以前，他們主要居住於現在的北卡羅萊納州西南部與田納西州東南部，以及南卡羅萊納州西部和喬治亞州東北的部分地區，被迫遷徙之後，現今大多居住於奧克拉荷馬州東北部。
切羅基語屬於易洛魁語系的南易洛魁語支。19世紀時，美國民族誌學家詹姆士·木尼紀錄到一個切羅基的起源傳說：其先祖由今日的五大湖南下遷移到東南地區，北易洛魁語支的人口正居住在五大湖大區。 不過人類學家湯瑪士·R·懷特寫道，原始易洛魁語的起源地極可能是大阿帕拉契地區，四千年前南北易洛魁語支才開始分離。
目前共有三個聯邦認證的切羅基部落：北卡羅萊納州的東方部落（Eastern Band，縮寫：EB）、奧克拉荷馬州的切羅基國（Cherokee Nation，縮寫：CN）與給杜瓦聯合部落（United Keetoowah Band，縮寫：UKB）。
19世紀以前，北美的歐裔移民將切羅基人歸類在「五個文明部落」中，因為當時切羅基人進入了農業定居社會，且慢慢接納歐洲拓墾者的新科技。切羅基人是首個被聯邦政府允許取得公民身分的原住民族群，法源來自1817年的第八法案款。
切羅基國成員人數達30萬，是聯邦認證的567個部落中規模最大的部落。 此外，還有數個民間切羅基團體主張擁有切羅基世系背景，其中一些團體已受州政府承認。一次民調中，多達81.9萬人以上宣稱有切羅基血統，包含一些不屬於任何部落的人。
三個切羅基部落之中，切羅基國和給杜瓦在奧克拉荷馬州的塔勒闊（Tahlequah）市設有總辦事部。給杜瓦成員大多是「老開拓者」的後裔，他們乃是在1817年法案之前遷徙到阿肯色州的切羅基人，在血緣上與1830年代時被強迫遷徙的切羅基族群有緊密的血緣關係。東帶切羅基部落位在北卡羅萊納州西部的夸拉界（Qualla Boundary），其先祖成功抵抗、逃過迫遷，因此得以繼續居住此地。

## 民族分布、人口與語言

### 民族分布
18世紀前，切羅基人集中在北卡羅萊納州西南部、田納西州東南部、南卡羅來納州西部和佐治亞州東北部。現在則大部分集中在奧克拉荷馬州東北部。

### 人口
切羅基民族約有320,000多個部落公民。這些公民中大約有126,000人居住在奧克拉何馬州切羅基民族的管轄範圍內（2013年6月）。

### 語言
切羅基語（Tsalagi）是易洛魁語（Iroquoian language）的一種，現存約15,000－22,000使用者，主要集中在奧克拉荷馬州與大煙山切羅基族保留區和北卡羅萊納州。據估計，切羅基語是美國第二大被廣泛應用的原住民語言。這種語言有特殊的起源、發音規律、書寫體系和語法系統。但由於社會和部落內部的壓力使得切羅基語的影響範圍逐漸縮小，自2001年起，切羅基人發展許多語言復振的計畫來保存民族語言和文化。

#### 切羅基語音節字母表
切羅基語有一套獨特的書寫系統，其音節字母表（Syllabary）是切羅基混血兒塞闊雅（Sequoyah）創造的。塞闊雅是一名身體殘疾的銀匠，在創造切羅基文字體系之前不會讀寫任何語言，因為在殖民者貿易往來的過程中，受到白人書寫文化的影響而立志創造一套切羅基語的文字書面體系。從1809年到1810年，歷時12年的努力而創造出切羅基音節字母表；1825年，該文字書寫系統被定為切羅基族的正式書寫系統，其重大貢獻在於使切羅基族人的識字率達到約100%，1828年創刊的第一份印地安報紙《切羅基鳳凰報》就是用基於該書寫體系的切羅基語出版；此外，切羅基人還利用該體系翻譯了大量的宗教文獻。
此音節字母表中共有85個代表音節的字母，裡面沒有英語中B、F、J、P、R、V、X和TH所發的音。同時，切羅基語言還包括了一個英語中沒有的元音，其發音類似於“nut”中“u”鼻音化之後的音。
切羅基語是一種多式綜合語言，以至於很容易就可以表達一些新的、描述性的現代詞彙，如：律師di-ti-yo-hi-hi，表示有目的性的重複辯論的人。另外，切羅基語中也有外來詞彙，如：ka-wi就是藉用英語的咖啡coffee一詞。
85個符號列表如下:
|  | a   |  |     |  |     |  | e   |  |    |  | i   |  |    |  | o   |  | u   |  | v   |
|  | ga  |  | ka  |  |     |  | ge  |  |    |  | gi  |  |    |  | go  |  | gu  |  | gv  |
|  | ha  |  |     |  |     |  | he  |  |    |  | hi  |  |    |  | ho  |  | hu  |  | hv  |
|  | la  |  |     |  |     |  | le  |  |    |  | li  |  |    |  | lo  |  | lu  |  | lv  |
|  | ma  |  |     |  |     |  | me  |  |    |  | mi  |  |    |  | mo  |  | mu  |  |     |
|  | na  |  | hna |  | nah |  | ne  |  |    |  | ni  |  |    |  | no  |  | nu  |  | nv  |
|  | qua |  |     |  |     |  | que |  |    |  | qui |  |    |  | quo |  | quu |  | quv |
|  | s   |  | sa  |  |     |  | se  |  |    |  | si  |  |    |  | so  |  | su  |  | sv  |
|  | da  |  | ta  |  |     |  | de  |  | te |  | di  |  | ti |  | do  |  | du  |  | dv  |
|  | dla |  | tla |  |     |  | tle |  |    |  | tli |  |    |  | tlo |  | tlu |  | tlv |
|  | tsa |  |     |  |     |  | tse |  |    |  | tsi |  |    |  | tso |  | tsu |  | tsv |
|  | wa  |  |     |  |     |  | we  |  |    |  | wi  |  |    |  | wo  |  | wu  |  | wv  |
|  | ya  |  |     |  |     |  | ye  |  |    |  | yi  |  |    |  | yo  |  | yu  |  | yv  |

#### 切羅基語的基本特徵
- 發音

1.輔音
2.元音

雙唇音：m

前舌音：i、e 

齒齦音：t、ts、s、n、l

中舌音：e、a 

顎音：j

後舌音：u、o 

軟顎音：k、? 
3.雙元音：ai 
喉音：?、h 

### 子音（輔音）
|        | 雙唇音 | 齒齦音 | 硬顎音 | 軟顎音 | 喉音 |
| ------ | ------ | ------ | ------ | ------ | ---- |
| 塞音   |        | t      |        | k      | ʔ    |
| 塞擦音 |        | ʦ      |        |        |      |
| 擦音   |        | s      |        |        | h    |
| 鼻音   | m      | n      |        |        |      |
| 通音   |        |        | j (y)  | ɰ (w)  |      |
| 邊音   |        | l      |        |        |      |

### 母音（元音）
|          | 前元音 | 中元音 | 後元音 |
| -------- | ------ | ------ | ------ |
| 閉元音   | i iː   |        | u uː   |
| 半開元音 | e eː   | ə̃ ə̃ː   | o oː   |
| 開元音   |        | a aː   |        |

- 聲調

切羅基語有很發達的聲調系統，聲調的變化對意義的表達有極為重要的作用。但是，聲調體係正在趨於逐漸的簡化。
| 声调名 | IPA |
| ------ | --- |
| 低     | ˨   |
| 高     | ˦   |
| 升     | ˨˦  |
| 降     | ˥˩  |
| 高降   | ˥˧  |
| 低降   | ˧˩  |

- 構詞法

作為一種多式綜合語，和其他多數土著語言一樣，單個的詞是由多個詞素相連組成的。切羅基語的動詞多由一個代詞性的前綴＋動詞詞根＋體後綴＋情態後綴組成，如ge：ga（意為我正在走）中，g-是代詞前綴，表第一人稱單數；e：是動詞詞根，表“走”；-g是體後綴，表現在時主幹；-a是情態後綴，表現在時態。

| k-         | e:           | -k     | -a       |
| 代詞性前綴 | 動詞詞根“去” | 體後綴 | 情態後綴 |

切羅基人也使用量詞，但沒有漢語量詞系統發達。以動詞「給他..」為例 :
| 宾语形态 | 切罗基语 | 翻译（括号为量词配搭例子）                |
| -------- | -------- | ----------------------------------------- |
| 活的物体 | hikasi   | 给他一只（鸡）/头（牛）/条（鱼）/匹（马） |
| 灵活物体 | hinvsi   | 给他一条（绳子）                          |
| 长形物体 | hidisi   | 给他一支/把（雨伞）                       |
| 不定式   | hivsi    | 给他一个（东西）                          |
| 液体     | hinevsi  | 给他一杯（水）                            |

- 句子結構

和大多數語系中主語＋謂語＋賓語結構不同；切羅基語中句子是賓語＋主語＋謂語＋動詞的結構。如：Yo-na tsi-go-ti-ha意思是：一頭熊，我看見了。

#### 三種主要方言
- Elatĭ或Lower，在南卡羅來納州和佐治亞州薩凡納河上使用的方言。
- Middle，主要是在北卡羅來納州西部的塔克賽厄河水域地區使用，現在是東切羅基保留區的流行方言。
- A'tăli，Mountain或Upper，遍佈在佐治亞州北部，田納西州東部和北卡羅萊納州極端地區。較南部的方言是唯一有[R這個發音的地方，但現在已經滅絕。北部方言是在部落原住民文學中專用的方言。[16]

#### 字體
切羅基的Digohweli Cherokee Unicode字體被設計為一種易於閱讀的通用字體，可用於書籍、雜誌和網站上文本。同樣有效於顯示器類型，外觀直觀、線條簡潔使此字體成為代表切羅基語言的不錯選擇。DO音節字符的形式是現代的"V"字形。

## 地理環境
切羅基人的傳統領域寬廣，在強迫遷徙之前，其分部領域北至西維吉尼亞州、東至北卡羅萊納州、西至整個田納西州與肯塔基州、南至堪薩斯州、喬治亞州、南卡羅萊納州等地 ，但現今族人實際生活地點已經西移至奧克拉荷馬州，即切羅基國的所在地，另外北卡羅萊納州尚有部分拒絕遷徙的遺民。由於歷史因素，許多在這些州的地名都以切羅基為名，如田納西州的切羅基湖。此節以切羅基人目前生活的地點為主。

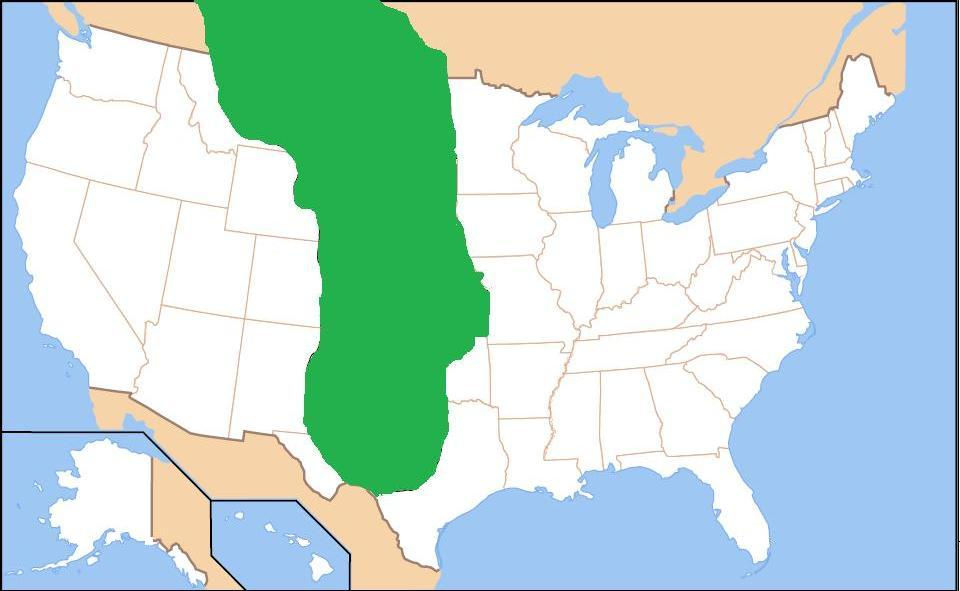
北美大平原的分布

切羅基國是美國的環保典範。自1992年以來，此地一直擔任跨部落環境議會（Inter-Tribal Environmental Council，ITEC）的首席部落。 ITEC的目標是保護美國原住民的健康、自然資源與環境，為此ITEC提供多種環境保護相關的技術訓練、服務與支助。目前參加ITEC的部落多達四十個以上，來自奧克拉荷馬州、新墨西哥州、德州等地的均有。截至2014年，自然資源部下屬的切羅基種子計畫提供「兩種玉米、兩種豆（包含血淚之路的豆子）、兩種瓜與藥用菸草」給切羅基保留地的成員。

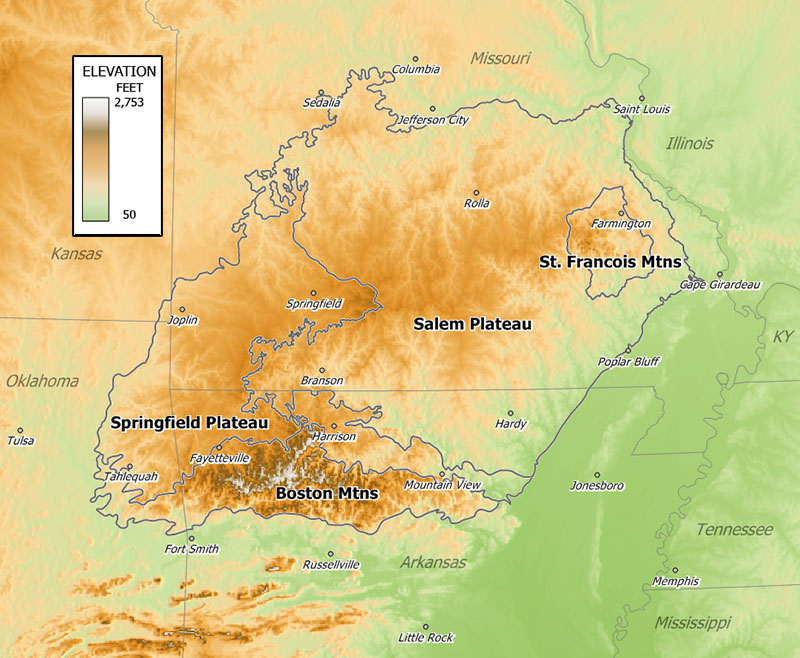
歐札克山區的分層設色圖

### 切羅基國

#### 水文
密西西比河的支流之一尼歐肖河流經整個切羅基國領域。尼歐肖河與阿肯色河在南部的馬斯科吉匯流，往下游再一里便流入弗迪格里斯河，此三河的聚合處稱為「三叉子」。尼歐肖河的下游與春河（Spring River）匯聚，此後的河水名為格蘭德河，末流在歐札克山腳匯聚成切羅基之大湖，面積169.07平方公里，湖岸線長470公里。

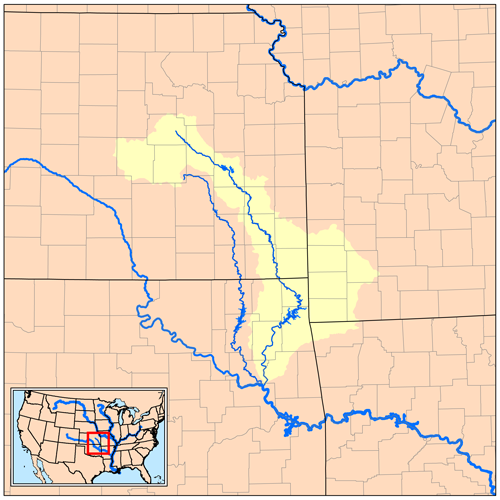
尼歐肖河流域，切羅基國位在黃色區域南端

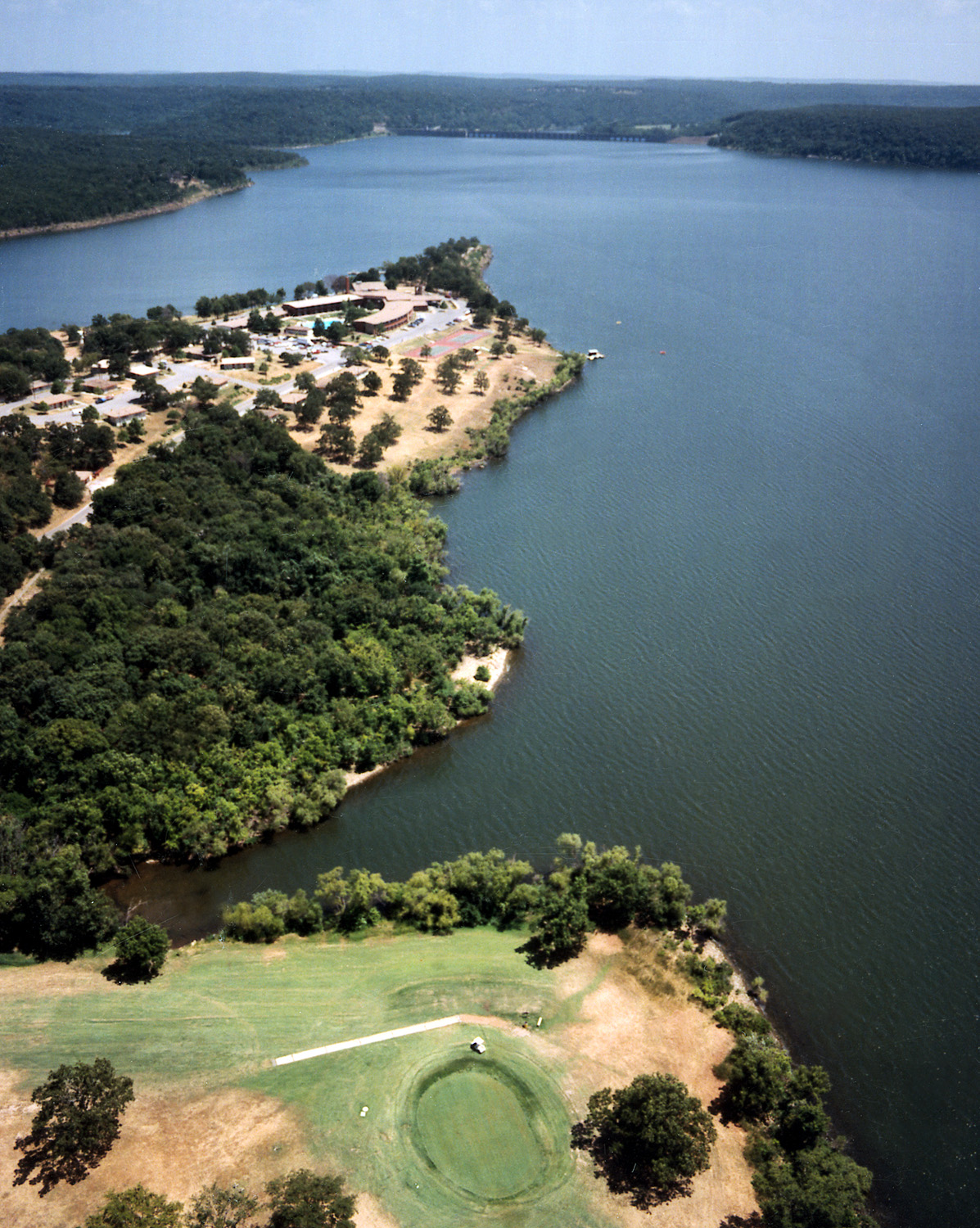
吉布森大壩與塞闊雅州立公園，在奧克拉荷馬州切羅基縣的格蘭德河

#### 地形
整體來說，切羅基國地形大致呈現凹陷狀，兩側是台地、中間是盆地，最大城市塔勒闊位在山腳下。西部大部分是北美大平原，為人口集中區，許多切羅基城鎮都匯聚在此，如馬斯科吉、威尼塔（Vinita）等。以東是歐札克山區（Ozark Plateau）的春田台地（Springfield Plateau）與波士頓山（Boston Mountain），遍布橡樹－山胡桃林，森林資源極為豐富。此外，許多國家公園與保護區也坐落於此，南部有塞闊雅國家野生動物保護區、中部有塞闊雅州立公園、西北部有威爾．羅傑斯州立公園。

#### 氣候
切羅基國處在亞熱帶氣候區，介於北緯35°～37°，由西向東逐漸從半乾旱氣候過度到溫熱氣候，國界狹小而氣候變異少。全境被大草原覆蓋住，正臨西部的混合草原與東部長草原的交接帶，地處內陸，冬夏氣溫差異大，冬季低溫可至-2.7℃，夏季溫度可高達31℃，是典型的大陸型氣溫。降水集中在入春的五月前後，有時會伴隨強烈雷雨，入秋後又會開始降水，下到十月至十二月底。總體降水量由東向西遞減，奧克拉荷馬州東部一年雨量約在1,020毫米以上，最高可達1,420毫米。一年有兩次乾季，冬季是最乾，五月後的夏季是年度第二次乾季。

## 歷史沿革

### 早期切羅基部落

#### 起源
切羅基族以及被人類學家認為是切羅基族的祖先們，大約在冰河期的末期開始居住於美國北卡羅萊納州的山區，科學家推測可能是在西元前10000年左右，早期的切羅基族人靠著狩獵、捕魚以及種植作物等方式維生，在當時相當崎嶇的山區裡生活。

#### 社會制度
在大約一千年前，切羅基族人逐漸發展出一套十分具有特色的生活方式，在他們部落裡的重要決定由族人共同討論而得，並且也努力在大大小小的事情上能用民主的方式和其他族人達成共識。切羅基族也是一個母系社會的部落，他們的土地由部落中的女性一代一代傳承下去，因此在土地的取得上女性享有很大的權力。同時切羅基族人們也很看重對於一切事物的平衡，例如在儀式的進行以及服飾的搭配上都有很嚴謹的要求。

#### 生活方式
切羅基族人居住的房子一般是長方形的木屋，並且他們會在附近由族人共同管理的公共農場工作，公共農場裡通常都會種植玉米、豆類還有南瓜，他們稱這三種農作物為「三姊妹」，因為這些食物是切羅基部落的主食。另外他們還會種植一些馬鈴薯和桃子，當作其他的食物來源。而在每個切羅基城鎮裡頭都會有一間房屋（類似於現今的市政廳），用來提供部落討論重要事項以及一些宗教儀式的進行，參加者也必須具備某些身分才能參與在會議或儀式當中。

### 歐洲勢力的進入

#### 西班牙探險隊初抵
在1540年5月下旬，一個歐洲探險隊首次和切諾基人有所接觸，當時由埃爾南多·德·索托領導的西班牙探險隊經過了切諾基人居住的地區，位在現今的田納西州附近。埃爾南多·德·索托的遠征隊後來曾經到過了被認定為切羅基部落的喬治亞州和田納西州的村莊，也記錄他們當時的社會制度、生活方式以及酋長的權力，少數的其他的部落則被記錄為住在北卡羅萊納州、南卡羅萊納州和喬治亞州的奇洛河附近，許多部落後來被確認是切羅基族曾經居住的地方。在西班牙的探險隊來到切羅基部落前，其實切羅基族已發展出相當成熟且豐富的文化和生活方式。而在西班牙人的進入後，也首次將外來勢力的影響帶入切羅基部落中，在切羅基歷史上這個事件是一個重要的分水嶺，帶給日後的切羅基部落相當劇烈的衝擊。像是西班牙人和他們的動物帶來許多疾病，使切羅基和其他東部部落受到了很嚴重的破壞。

#### 外來者的影響
在西班牙人抵達切羅基部落後，便發現這是一個資源豐富的地方，於是便開始掠奪當地的許多資源，像是當地有豐富的礦產資源、在歐洲沒有的糧食作物等等，同時也將許多當地族人當成奴隸運到歐洲，徹底改變了切羅基人的生活方式。但是影響最嚴重的是西班牙人從歐洲帶來的致命傳染病，包含了天花、麻疹和梅毒這些美洲人沒有見過的疾病，因此族人在完全沒有抗體的情況下，使得傳染病傳播的速度非常迅速，也對切羅基族人們帶來了可怕的致命影響。有些學者估計高達百分之九十五的美洲原住民，在哥倫布登陸美洲大陸後，因為歐洲人帶來的疾病而死亡。而在西班牙人和英國人的相繼來到之後，切羅基族的人口也因為疾病而大幅銳減，原有的生活方式和文化習俗同樣也遭受很嚴重的破壞。

#### 被破壞的文化
1567年，第二支西班牙探險隊在帕多的帶領下抵達了切羅基部落。西班牙軍隊在當時東南部的內陸修建了六座軍營。他們造訪了切羅基的城鎮尼瓦希、厄斯泰多、土俠魯、可納梭加和奇吐瓦，但最終卻未能在這些地區獲得治理的權力，於是最後就退居到附近的海岸，這支探險隊的規模不若第一支大，後來在英國軍隊抵達之後，轉而和英國合作，這段期間使切羅基部落的傳統文化遭受嚴重破壞，甚至許多城鎮在現今已經不復存在。

### 貿易與衝突

#### 對外貿易的開端
在17世紀前期，切羅基族人開始和早期歐洲的外來移民貿易。到了1650年左右，切羅基人透過和歐洲人的貿易，開始種植桃子和西瓜等作物。之後在17世紀末，切羅基人會定期和歐洲白人接觸並且貿易，雙方也會簽下一些協議，包含貿易的細節還有奴隸的交換都是時常簽署的協議內容。

#### 歐洲人的掠奪
時間到了18世紀早期，切羅基人在和歐洲白人長期貿易後，雙方維持了一段相對和平的關係，包括貨物的貿易、文化的交換或甚至是互相通婚等等都是很平和且很常發生的。但是此時，早期讓切羅基人口大幅銳減的致命病毒天花又再次於部落中大流行，而且原本和切羅基人貿易的歐洲白人還趁機派出軍隊佔領許多切羅基的城鎮，最後切羅基人在歐洲軍隊的脅迫下只好簽署了協議，這讓切羅基族損失了大約四分之三的土地。於是切羅基族就在自己的土地上，和歐洲白人維持了一段相當不安的關係，而且持續了好幾個世紀。

#### 獨立戰爭後
1775年美國獨立戰爭爆發，當時的切羅基人也組成自己的軍隊參戰，由於過去和英國人的密切接觸，切羅基軍隊選擇加入英國軍隊的陣線。但是在1783年英國戰敗後，切羅基人在北卡羅萊納州的大部分土地都被新成立的美國政府強行徵收。當時的切羅基部落本來決定要回歸到以前傳統的社會型態，但卻被美國政府強制改造成一個「文明」的部落，美國政府在當地部落建立了許多學校、教會，以及成立地方政府，且當地銀匠塞闊雅發明了切羅基語的書寫系統，讓切羅基語的書寫和傳播變得容易許多，使得切羅基部落的發展逐漸朝另一個方向前進。這樣的改變讓切羅基族人成立了自己的雙語報紙《切羅基鳳凰報》，也另外成立許多印刷廠，大幅改變了舊有的生活型態。

### 血淚之路

#### 強制遷移
美國獨立後，1829年由安德魯·傑克森當選第七任的美國總統，安德魯·傑克森總統主張應該將美洲原住民遷移到南方的奧克拉荷馬州。於是在1838年和1839年，原先在居住在喬治亞州、北卡羅萊納州和田納西州的切羅基人，遭到美國政府強迫遷移到政府劃定的印地安人區域，主要集中在奧克拉荷馬州。這段從美國中部被強迫搬遷到南方的過程被稱為「血淚之路」，用以表達當時遷移的艱辛以及美國政府不顧印地安人權利的一段歷史。在這段血淚之路的過程中，有一半的切羅基人死亡，主要有不願意搬遷而和軍隊發生衝突、在搬移的過程中染上疾病而死，還有第一年在奧克拉荷馬州生活時因水土不服而不幸身亡的人。

#### 分支部落
在遷移的行動中，有一群不願搬到南方的切羅基人，為了躲避政府軍隊的追查而逃到山裡，人數大約有300人。在一段時間過後，這些在山上生活的切羅基人希望繼續在山中居住，於是在和美國政府的協調後，終於在1868年被美國政府承認為一支印地安人的群體。當初遷徙到奧克拉荷馬州的切羅基人則成為切羅基國。但是直到1984年這兩個地方的切羅基部落才首次正式的和對方見面。

### 近代

#### 發展觀光
在20世紀初，仍然有大約1500名切羅基人居住在北卡羅萊納州的西部，伐木和務農仍然是他們生活的一部分，然而，在越來越多觀光客進來之後，切羅基人的生活重心已逐漸轉移到觀光業上，尤其在1934年大煙山國家公園開放之後，切羅基部落的觀光越來越知名，也漸漸改變了當地部落的環境和生態。許多觀光客對切羅基部落會有刻板印象，像是認為印地安人都會有圓錐形帳篷和精緻的頭飾，但是這些文化並不屬於切羅基部落，因此切羅基族人必須為了觀光客而改變其原有的文化特色，這也間接使切羅基人的傳統遭到破壞。

#### 維護傳統文化
因為觀光客的到來改變了許多部落的傳統，切羅基族人們決定成立三個組織以保存自身的文化，並將其傳統推廣至外界。首先是在1948年在一間木屋成立切羅基印地安博物館，後來成為美國最先進的博物館之一，館內經常引入高科技的技術以及多媒體的展覽，讓觀賞者能用現代科技探索過去的歷史。第二個是闊拉藝術和工藝品互助會，該組織於1946年成立，主要工作是鑑定切羅基工藝品的品質和真偽，並且提供市場讓團體成員的作品能夠和外界進行交易。最後一個是切羅基歷史協會，該協會最有名的就是在山腰上建造的一座劇院，並且表演相當知名的戶外戲劇－－「到這些山上」，這部戲劇在1950年首次演出，另外切羅基歷史協會也在當地建設一個村落，模擬18世紀時切羅基人居住的部落。

#### 走向現代
現代切諾基部落開始積極爭取他們應有的權利，像是他們努力爭取土地所有權、也希望能夠在自治區或地方政府的選舉中有更多的投票權，還有積極提升母語的地位、並改善他們的生活水準。切諾基部落的經濟發展於1997年有很大的躍進，因為當時部落在切諾基市中心開設了一家賭場。賭場為部落帶來了許多新的就業機會和大量的觀光客，並帶來了可觀的收入，這為部落裡的大學教育和醫療保健提供了相當充裕的資金。因此在現今的切羅基部落中，其實生活水準和經濟發展已和周邊地區不相上下。但是如何在現代經濟發展和傳統文化維護中取得平衡，仍是現在的切羅基部落所面對的一大課題。

## 社會、家庭與婚姻

### 社會型態

#### 氏族系統
切羅基人根據生活中不同的需求而有不同的社會組織存在，傳統上切羅基人依照血緣關係及傳說分為七個氏族，分別如下：
- 狼（Aniwahya ）
- 鹿（Anikawi）
- 鳥（Ani Tsiskwa）
- 長髮（Anigilohi）
- 紅畫（Aniwodi）
- 藍植物（Anisahoni）
- 野馬鈴薯（Anigatogewi）

這些氏族的稱號來源被相信是與所屬成員擅長的職業有一定的關連性，如來自Anikawi的成員就被描述為擅長獵鹿，來自Aniwodi的成員則是擅長操作與愛情相關的魔法。

#### 社會控制
經濟上，有稱為Gadugi的經濟互助組織存在，其成員乃自由組成。運作的慣例是成員們每周輪流花四天的時間在彼此的農地幫忙或者全體到需要包工的雇主田地幫忙。另外在有些地區，Gadugi也承擔著舉行葬禮的功能。在一場葬禮中Gadugi會推選出一名頭人，並由他負責指揮眾人葬禮的相關事宜，並調度人手幫忙喪家維持生計，如耕作及放牧等等。
在其他的活動及儀式中切羅基人也會成立相關的組織，如球團與舞團。

#### 政治組織
在與歐洲人接觸前，據說切羅基人有種紅/白二元性的政治組織，在戰爭時切羅基人由紅組織領導，在和平時期則為白組織。但這種政治制度在與歐洲人接觸前便早已銷聲匿跡。
而切羅基人在與歐洲人接觸之後無可避免的也受到歐洲人的影響。如切羅基人自1827年以後便在其自治區的範圍內實施切羅基憲法。而近現代的切羅基憲法在1975年被印地安事務委員會同意後，並在隔年得到多數族人的支持。並在2003及2006年有兩次的修改，是現在自治區政府背後運作的重要法條來源。

### 家庭

#### 親屬稱謂
切羅基人的親屬分類體系是二分合併型親屬稱謂，切羅基人將母親與母親的姊妹統稱為Gidzi、父親與父親的兄弟則統稱為Gidada、母親的兄弟則稱為Gidudji而父親的姊妹則稱為Giloki。

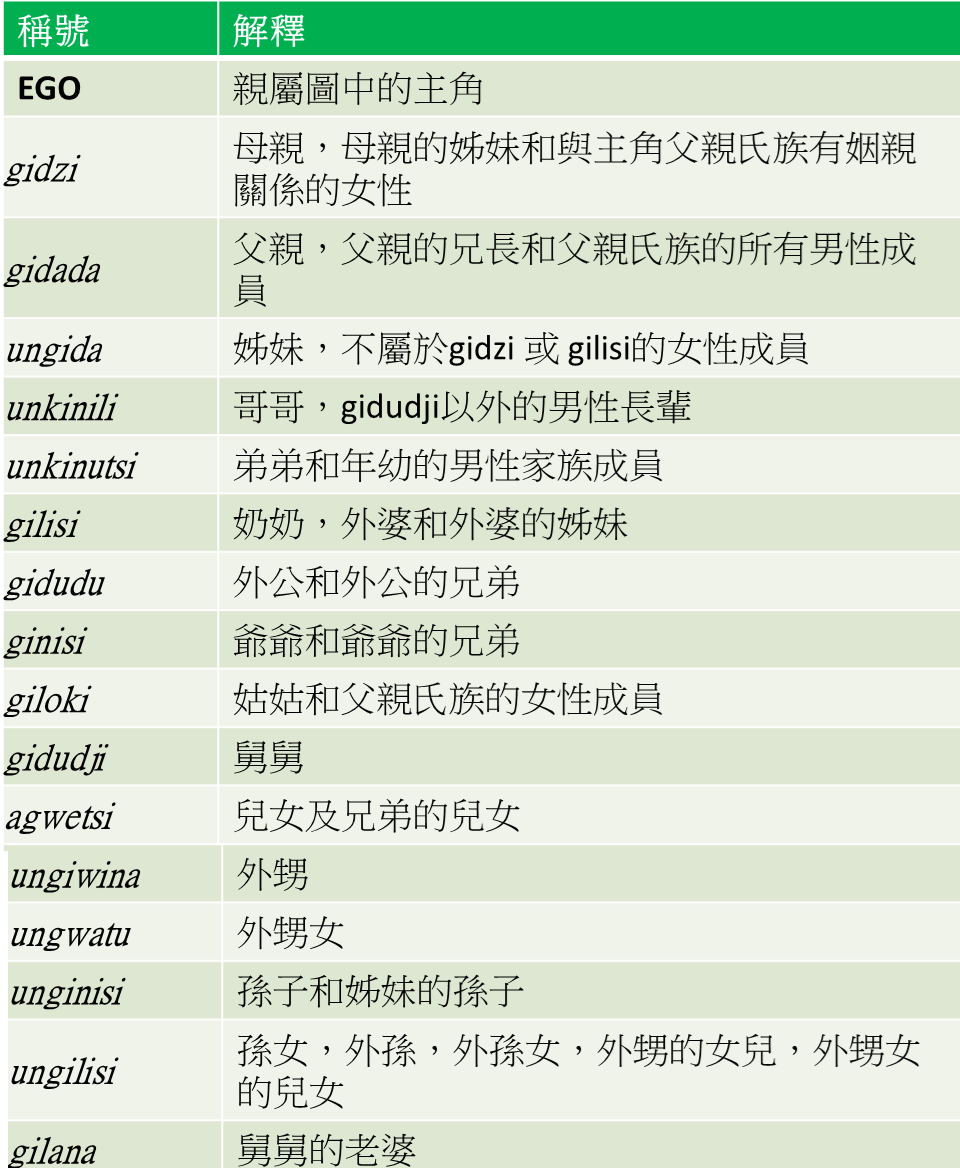
親屬稱謂表

#### 家庭生活
男人在家庭中扮演著經濟提供者的角色像是打獵、砍柴及捕魚，若有村子間的交流男人也要作為一家的代表與他人應對。至於女性方面，由於傳統上的切羅基人是母系社會，女子在家中是主導的地位但家中許多的大小事務，如照顧小孩、烹飪及種地等家務事仍由母親一手包辦。財產及小孩都是屬於母親那方的氏族所有，因為小孩是藉由與母親間的血緣關係而得到確定。在家庭中母親的兄弟即孩子的舅舅對孩子扮演著權威者的角色。
在現代的切羅基人社會中母系社會因為歐式教育的影響而已經日益式微，多數家庭已轉變為父系社會的型態。

### 婚姻
在傳統的切羅基人的婚姻中，切羅基人實施外婚制，來自同一個氏族的男女由於被視為出自同一個祖先，因此被禁止彼此通婚。在其文化中男子17歲及女子15歲時便可以結婚，但是也不時有早婚的案例出現。若男子礙於缺乏魅力吸引女性，他們也會求助於掌管愛情的巫師請他們施加魔法加強自身的魅力。
在婚姻中，一對新婚夫妻多半會選擇住進妻家並與妻子的父母、姊妹、未婚的兄弟同住，但是在社會中也是有從夫制及新居制等形式。切羅基人的婚姻較為鬆散，尤其是對女方而言。假若一對夫妻選擇離婚，男方會離開女家，回到原生家庭，但是小孩是女方家族所擁有，男方通常不可再婚。

## 產業與生活
切羅基人雖然為美國少數民族之一，但是於美國奧克拉荷馬州、阿拉巴馬州等八州成立的切羅基縣卻為他們提供了一個優良的生活居住地，並且切羅基人也有成立專門的網站「切羅基國」(Cherokee Nation)來協助族人的生活、就業以及安養等，以下將分成三個部份來進行說明，分別為產業服務、文化生活以及人民福利。

### 產業服務
切羅基人在協助本族人民的職業生涯上提供了非常大的幫助，並且切羅基人自16歲起，便有一系列的職業訓練課程可供挑選，而切羅基國也為此與美國政府交涉提供了一系列各部門之間的合作以及援助。
切羅基國在為本族人民訓練就業能力之餘，也展開了一系列的就業輔導，包含評估與認證、證照的考取還有中小型企業的援助...等等；切羅基國內部有三項計畫為族人確保職業：火舞者（Fire Dancer）、重返社會計畫（更生人計畫Reintegration Program）以及說話的葉子（Talking Leaves Job Corps）。

#### 火舞者
火舞者為森林消防隊伍組織，為切羅基部落就業權利辦公室(The Tribal Employment Rights Office; TERO)與美國森林管理局合作延伸出的職業，首先必須要滿18歲並且具備CDIB（聯邦政府認可的部落）身分，向TERO遞出申請通過後還必須通過各種健康體能測試；其中有項負重測試要求參加者背負45磅(約為20公斤)重的背心於45分鐘內完成三英里(約為5公里)的徒步行走。
當申請以及體能健康等測試都結束以後，通過者將會前往參加美國森林管理局所舉辦、為期一周的培訓計畫；在這段期間他們會學習到滅火方法、生存技巧還有分析天氣條件...等多項森林消防能力。當培訓結束後，他們將會處於隨時都能前往森林火災處滅火的狀況。
火舞者可以獲得約13美金的時薪。

#### 重返社會計畫
重返社會計劃為在過去三個月內被釋放監禁的切羅基民族公民提供服務，並協助他們提供就業和職業服務，而此計畫的參與者不得受拘押、起訴或是尚待定之罪狀。
計劃提供的服務按個案進行，可能包括就業，培訓，教育，住房和服裝方面的援助。

#### 說話的葉子
切羅基國家管理的職業技術培訓計劃，由與美國勞工部簽約的工作團隊協助16至24歲的青少年免費參加。
本計畫自1978年產生雛型，最初是為了協助經濟困境的年輕美國人進行職業培訓，四十多年來已經協助超過260萬人，透過一系列的自願性接受教育以及就業培訓計畫學習創新的職業技術、學術與社交技能的培育，且在培育期間工作團隊提供了實際工作環境的練習機會，當從計畫培育畢業時，將可擁有職業所需的技能與證書。
訓練內容包含以下六點：
- 臨床醫學助理

- 烹飪藝術
- 電氣佈線
- 設施維護
- 護士助理/家庭健康助理
- 辦公室管理

### 文化生活
切羅基人非常重視本族的文化，有著切羅基藝術研究所會提供藝術學院以及社區團體藝術課程，課程內容包含各種切羅基傳統工藝品的製作活動，此外切羅基藝術研究所還有CAMP切羅基(CAMP Cherokee)的夏令營活動，除了藝術類以及傳統工藝類的課程，還設有STEM（科學，技術，工程和數學）相關學程，為切羅基民族學生提供豐富的學術體驗，並且也會根據在活動中學生感興趣的領域排名加深的進入核心課程。
除了切羅基藝術研究所以外，於美國奧克拉荷馬州內，設有著切羅基藝術中心，切羅基藝術中心直接位於切羅基法院廣場正對面的切羅基最高法院博物館的後面。切羅基藝術中心以南一個街區是切羅基監獄博物館，幾個街區旁是歷史女子神學院，現在被稱為東北州立大學。切諾基藝術中心的建築最初是在大蕭條時期建成的一個工程進度管理項目，隨著美國復甦和再投資法案從聯邦政府和部落基金中獲得資金以使其適合作為藝術中心使用，切羅基藝術中心是藝術家互相指導和聯絡以成為藝術家、創業者的聚集地。創意空間可以成為展出各種藝術媒介，如金屬鍛造，陶器，織布，繪畫等等。此外，畫廊可供切羅基藝術家有另一個場地展示和出售他們的作品。切羅基藝術中心是通過藝術和藝術表達延續切羅基文化的絕佳途徑，並與切羅基民族的參觀者分享。
除此之外，切羅基人還有成立沉浸學院，實施「Tsa la gi tsu na de lo qua s di」計畫，本計畫始於2001年，是一項語言保存計畫，依照切羅基民族語言與文化保護法案第10-91號簽署，旨在促進切羅基語言、歷史與文化的保護與振興。

### 人民福利
1978年國會通過「聯邦印第安兒童福利法案」”規定了提供收養方案和受到法院辯護永久性服務權力。該法案的通過，國會保證印第安兒童有權與其部落保持聯繫。該單位有助於確保那些不能由親生父母照顧的切羅基兒童可以通過收養或監護與美國原住民家庭建立新的永久關係。而且切羅基內部也有設立一個切羅基國家天使樹，切羅基國家天使樹的設立是為了向生活在切羅基民族邊界的低收入美洲原住民兒童提供聖誕禮物。每年秋季都會接受申請，並派遣天使前往各國家辦事處發送禮物。

## 信仰與習俗

### 信仰
為了尋找信仰的秩序並且維持之，從前的切羅基設計了一個信仰體系，這個體系看似複雜，但其實很簡單。如今的切諾基信仰仍然保留原有系統的許多元素。儘管其中一些元素已經有所變遷，這種信念體系仍然是許多人日常生活中不可分割的一部分。

#### 數字信仰
某些特定數字在切諾基的儀式中扮演重要角色。數字「四」和「七」反復出現在切羅基的神話、故事和儀式中。數字四在神話中代表最常見的無形力量，也代表著四個基本方位。分別是東、西、南、北，而某些顏色也與這些方位有所關聯。數字七則是代表切諾基的七個部落，而也與方位有關。除了前面提到的四個主要方位之外，還有其餘的三個，為上、下、中，其中的「中」是代表人們所存在並生活的世界。

#### 動物信仰
承接上一個部分，數字七的神聖境域是難以到達的，而切羅基人認為在所有物種中，只有兩種動物能夠達到那樣的境界，分別是貓頭鷹和美洲豹。
這兩種動物一直以來被切羅基人認為是擁有特殊意義的生物，他們的共通性是兩者都是夜行性動物，因此切羅基神話創作的七夜裡，這兩種動物是得以清醒著的。
另外，貓頭鷹在行走時，像是一個駝背而行的老人，且貓頭鷹的雙眼不同於其他鳥類長在兩側，而是在正面，此點與人類相似；而美洲豹的叫聲像是女人的尖叫聲，這是他們與人類的相似之處、與其他動物的相異之處。

#### 植物信仰
松樹、西洋杉、雲杉、東青和月桂樹同樣也能到達這樣的境界，並且在切羅基人的儀式中佔有十分重要的地位。西洋杉則是當中最為神聖的，具有區別性的紅色和白色讓他在所有物種之間與眾不同。西洋杉的木材被認為十分神聖，在古時候會被拿來製成偉人的棺木。
這幾種植物共同之處是他們都是常青植物，這與夜行的貓頭鷹和美洲豹的「保持清醒」有異曲同工之處。

### 習俗
切羅基在被強制搬遷前有六個主要的節慶及宗教儀式。這些慶典或儀式將在首都舉辦，由七位首席顧問和來自七個切羅基部落的人參加。

#### 新月節
新月指的是春天的第一個新月，於在三月舉行。七位首席顧問會計算新月的時間，並茄由一位信使向大眾宣布節日的確切時間。有被指定的獵人將參加這個宴席，要為這個節日準備一張白鹿皮，男子共十四名，七名負責籌備節日、七名準備食物。
第一個傍晚，獲選的女人要進行友誼舞。第二天，所有人都必須下水進行淨化儀式。第三天為禁食日。第四天，大家一起跳友誼舞作收。在那之後，七位顧問會在夜晚進行神聖的宗教性舞蹈，在那時會重新燃起新的聖火，同時切羅基人家庭裡原先的舊火都必須熄滅。另外，藥師還會有一個抓藥的儀式。最後，白鹿皮將向祭司展示。

#### 翠豆祭
翠豆在此指的是尚未成熟的玉米。翠豆祭的時間通常落在六月末或七月初，前後為期四天。詳細日期則是取決於第一批玉米成熟的時間。慶祝活動的項目包括跺腳舞，羽毛舞和水牛舞。
在儀式進行中的某些特定時段，人們必須禁食。在這個時段，他們會玩棒球、吃玉米、攝取藥草。禁食結束後，他們會舉辦盛宴，另一種結束方式是用水沖淨身體並行禱告。他們相信在接受水的清洗時，水可以清除雜質或不好的事物，並且使一個人可以開始新的生活。淨化的儀式由一位祭司來進行，在那之後必須禁食，並且要繼續進行祈禱或其他宗教的儀式。

#### 熟翠豆祭
熟翠豆節是在「翠豆祭」後約45天舉行。在節日開始之前，較有地位的女性會跳宗教性的舞蹈並且決定熟翠豆祭的舉辦時間。
他們會搭建一個用綠色樹枝製成的拱門，儀式的場地上會建造一座涼亭。在儀式前一天晚上，所有的部落都攜帶一根樹枝，這根樹枝是隔天中午儀式時要使用的。參與儀式者都要喝下一種特殊的茶，他們稱之為黑飲，黑飲的作用是清潔與淨化。儀式持續四天，在這期間，人們會開心地玩遊戲、吃玉米。

#### 大新月節
大新月節舉辦的時間大約落在十月，大新月節也等同於切羅基人的新年的開始。他們相信是世界是在秋季被創造的。
主顧問計算何時新月會出現。就如同先前節慶，獵人會在大新月節前出去狩獵七個晚上，七個男人負責籌備節慶，另外七個男人負責準備食物。當切羅基人們為了宴席而聚集時，每個家庭必須提供食物給祭司，食物的種類包括玉米、南瓜、豆子種種。在聚會前的傍晚，女人們會跳宗教性的舞。在儀式中，他們依樣會到河川裡去作肉體上的淨身，燃起聖火並且作禱告。

#### 友誼節
大新月節後十天舉行，目的是為了化解這一年來的衝突，使一切回歸和平，有一個新的開始。參加者的工作者是準備各種儀式、歌曲的領導、作曲家、場地清潔、狩獵以及烹飪。新的聖火會被生起，聖火的負責人以及他的助手們在前七天必須禁食。
儀式共持續四天。

#### 冬祭
在冬季舉行。煙草是從參加盛宴的人那裡收集來的。人們在舞會中使用松樹或雲杉。第一次舞蹈運動是由男性和女性交替組成的遊行隊伍。舞蹈期間，女性戴著龜殼，與男性形成一個圈，並以一個圓圈逆時針移動。每個舞者拿著雲杉的兩根小枝，像鴿子翅膀一樣上下擺動。第四天晚上，他們向聖火獻祭。

## 文學與藝術

### 神話傳說
至今流傳下來的切羅基神話與傳說多為切羅基人口述而由研究者記錄下來的。切羅基人的傳統宗教主要為薩滿信仰、自然崇拜，對象多為動物與自然力量，因此影響到他們的神話，多為動物、有或沒有形象化的自然力量、或是英雄的冒險故事，其中充滿魔法與會講話的動物們。有一些故事不會只流傳在切羅基族群內、甚至在其他北美原住民群體內更完整。而神話或傳說中也能體現出切羅基人打獵和農耕並行、以玉米為主食、女性社會、自然的強大和偉大、推崇勇者和守信用等品德的傳統生活和觀念。
切羅基神話中，大多數象徵自然力量的人物或動物祖靈都擁有強大的力量，而且會因為人們的殺生而帶給人們苦痛，任何生活中的災難，像是乾旱或疾病，都是來自牠們的懲罰，而牠們住在以石頭做成的「天拱」之上，那裡被稱為「加倫拉蒂」，而大地四個方位的中心則是地面上最神聖、也是太陽的女兒所居住的地方。與其他神話故事不同的是，至今保存下來的切羅基神話並沒有明確的神格化形象或名稱，而是偏向於動物、植物、天體等存在於自然的事物，大多數切羅基人的創世神話都跟擬人化的動物和自然的力量脫離不了關係。
條目：切羅基神話

### 舞蹈
切羅基人在很多場合上都會跳舞，跳的舞也分很多種，有些是模仿動物行為的舞，像是熊之舞、鷹之舞、馬之舞、水牛之舞等，也有些是在模仿打獵過程的舞，像是獵河狸之舞、獵熊之舞。在這些與動物有關的舞中，有些舞是模仿雄姓和雌性之間、帶有性暗示的舞，例如熊之舞，也有一些是在讚頌那些動物的偉大。
另外，還有特別場合所使用的舞，像是慶祝戰爭勝利並讚頌功績時所跳的「勝利之舞」、鄰居或朋友之間社交活動的「友誼之舞」等，還有在與白人接觸並發生戰爭後，呼喚祖靈與死去戰士的靈魂一同奮戰的「鬼舞」、祈求或感謝豐收時跳的「玉米之舞」、或是祈求驅離疾病或白人所跳的「布格之舞（The Booger Dance）」，布格是切羅基人所認為的惡魔，布格之舞通常是在室內，一部份被邀請的人會戴著象徵布格的蛇面具（和白人接觸後，增加了惡魔的角），並且用化名表示他們（布格）不是為了危害人類而是為了跳舞，並且在跳完舞後，和平的將布格請走。
跳舞的時候，通常會有人在旁邊演奏樂器並唱歌幫忙伴奏，樂器多為水鼓與搖鈴、而唱的歌則是切羅基的傳統歌謠，據說是思東寇特傳說中所流傳下來的。跳舞前，人群通常會指定一位領舞者（leader）最先開始帶著大家跳舞，領舞者通常由在村落或部族中有功績、守秩序、並且擁有一定聲望的戰士擔任。

### 詩
至今保存的切羅基人的詩雖然多為英文，但也可以從中看出許多切羅基人的風俗、信仰或作為弱勢族群的痛苦。其中，最有名的詩人是潘．泰勒（Pam Taylor），以下列出幾首她的詩。

#### 弓矢和羽箭（Bows and Arrows）
Bows and arrows, 
Flaming headdresses,
Tomahawks, and Pottery.
Today's idea …
Of yesterday Indians
（弓矢和羽箭，
閃動著就像是著火的酋長帽，
戰斧，還有陶器，
今日的信念，
屬於昨天的印第安。）

#### 做为一个印第安人（To Be An Indian）
The lines of age,
Cross my face.
Through the years,
Much has been experienced.
The happiness of belonging,
To the earth.
The love found by giving
Thanks, through dance. 
The many passing of moons,
As one grows wiser. 
Why then …
Is it so wrong,
To be an Indian?
（歲月的紋路，
橫越我的臉。
這些年來，
經歷無數。
對大地而言的，
快樂歸屬。
愛顯露在給予之間，
感謝隱含在舞蹈之內。
橫跨無數歲月之後，
我們愈來愈明智。
然而，為什麼...
那是錯的嗎？
作為一個印第安。）

#### 紅色感觸（I Feel Red）
I feel the soaring eagle,
As I climb the mountain top.
I feel the grouchy, rough bear,
As I too search the earth for food.
I feel the swiftness of the fish,
As it swims against the current.
I feel the fleeing of the deer,
As a strange being approaches.
I feel Red,
Just as the clay of the earth.
（我爬上山頂,
感受雄鷹翱翔於天際的感覺。
我在大地上尋找食物，
感覺自己就像隻暴躁的熊。
我看到魚逆游而上，
可以感受到牠們的敏捷。
當有可疑的人接近時，
我就像逃跑的鹿一般慌張。
我感受到了自己的紅，
就像這片大地上的土一般。）

### 手工藝

#### 生活用具
切羅基人生活的用具主要是用木頭和石頭做成的，像是鏟子、刀或農具。釣魚所用的魚鉤則是用骨頭做的，但切羅基人也會將用大麻做的漁網設置在河的下游，而幾個捕魚的人彼此用藤蔓綁著在河的上游大吼或拍打水面來驅趕魚群到漁網裡、或是用樹皮編織的籃子抓螃蟹。
在家裡烹煮或儲存水資源的容器則是用陶土做的，通常也會用貝殼、沙子、有石頭或稻草來增強容器的耐用性，切羅基人會在燒製前在容器上雕刻或做裝飾，還會藉由調整溫度和時間來改變成品的顏色或光澤，目前發現年代最久遠的陶器大約是在一千年前製作的，裡頭摻有稻草。
籃子的主要功用是儲存物品、行李或裝飾，是以核桃樹或橡樹的樹皮泡軟編成的，有時候也會用木片固定或做裝飾，各家所編的網子在紋路、把手或結構上都各有自己的特色，現今也是切羅基人最主要的工藝品之一、毯子和衣服主要是用動物的皮毛做的，而不管是籃子還是衣服，都會用樹皮、花或果實等東西作為染料，例如黑色就是用黑核桃的根、紅色則是用血根草、黃色則來自甘蔗、楓糖或橡樹。
切羅基人的武器主要是刀、長槍、弓箭和盾牌，主要是利用石頭和木頭做的。刀的木製柄上會用石頭雕刻圖騰，刀刃、槍頭或箭頭則通常是用燧石或石英做的，並用熊腸固定兩者，植物的莖桿則依照粗細拿去做槍桿或箭枝，箭尾黏上的羽毛除了可以增加飛行距離之外，還可以識別是由誰所射出去的箭，而弓是用大約兩公尺的木頭做成，並以鹿的筋腱作為弓弦，切羅基人也會利用中空的莖桿製作吹箭器，並以刺檜製作吹箭。另外，身體的護具是以動物的殼、牙齒或骨頭做的。

#### 儀禮用具
切羅基的禮儀用具主要在出生、死亡和一些神聖的節日上用到。
製作的材料主要為木頭、石頭和陶土，用於製造肖像、煙斗等神聖器具，雕像的外型主要為動物或人，另外切羅基人也會用陶土製作兩端挖空的陶罐，用於埋葬嬰兒和孩童、或用木頭做圖騰柱，上頭的雕刻和繪畫是切羅基抽象繪畫的代表。
面具也是羅基人經常在葬禮、狩獵和戰爭儀式上所使用的禮儀器具，通常用櫻桃、黑胡桃、七葉樹和冬青樹製作，並以動物毛皮來裝飾，其中最具代表性的便是布格面具，用於抵禦邪惡的靈魂，邪惡象徵的蛇經常出現在上面，在跟白人接觸後，還會加上象徵惡魔的角。
另外還有像是飾品、樂器等，都是切羅基人經常會用到的禮儀器具。

#### 樂器
切羅基人經常會在儀式或跳舞的時候以樂器伴奏，樂器包括水鼓（water drum）和搖鈴。
水鼓是由約20~30公分長的七葉樹幹做成，一端挖空、另一端留大約五公分作為底部，並用黏土和漆樹上色、鼓面是以土撥鼠的皮做的，使用時需要先充分泡水延展開來，因此鼓裡通常會裝著水，另外鼓身上也會有一個孔避免沒有使用的時候積水太多。
搖鈴分為葫蘆做的手搖鈴和龜殼做的腳搖鈴。手搖鈴是以穿有長軸的乾燥空心葫蘆製成，有時還會在葫蘆上穿孔調整音調、腳搖鈴則是將烏龜的龜殼綁在布上，並用帶子固定在小腿上，有時還會在龜殼裡放小石頭，腳搖鈴是只有女性才能穿的。

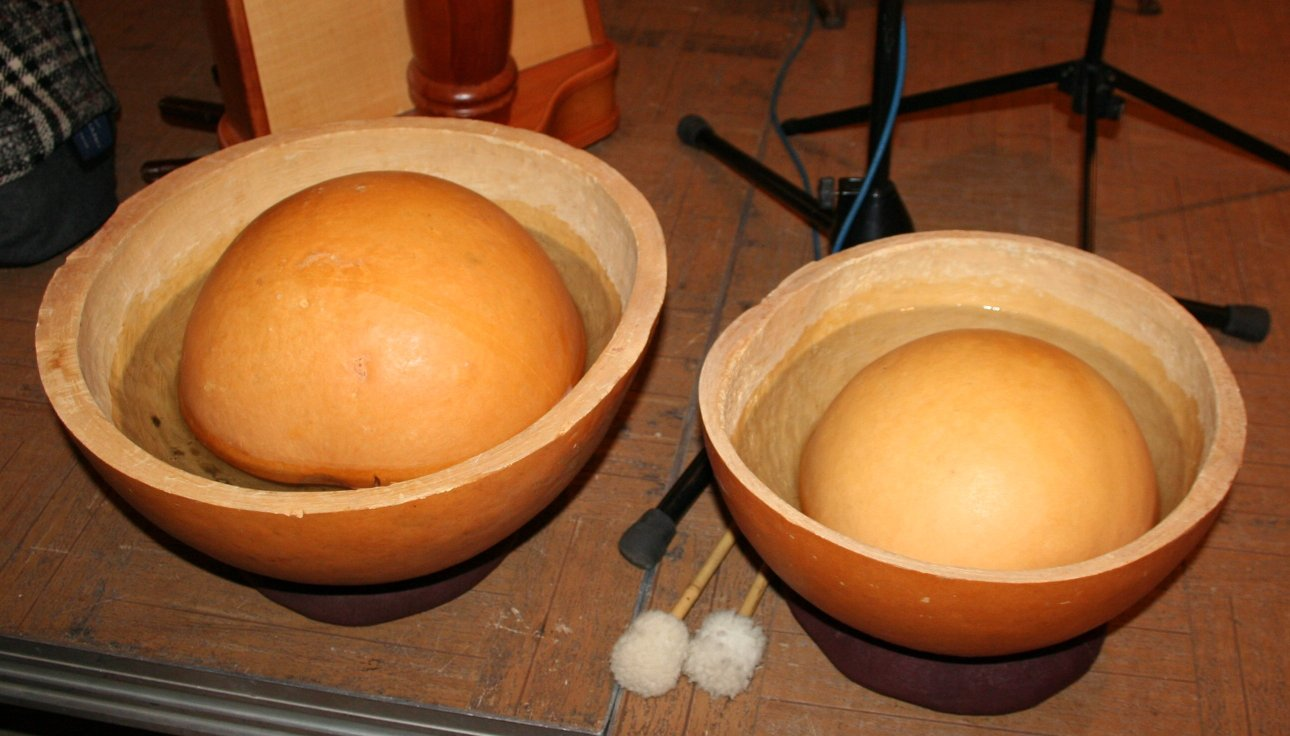
水鼓

#### 現在狀況
切羅基人的手工藝雖然在第二次世界大戰後面臨失傳危機，但在研究者和切羅基人的努力之下保存下來，現今已是世界聞名的工藝品之一，不少切羅基保留區界線上的店家都會跟切羅基工藝家合作銷售他們的手工藝品，包括前面所提到的各種東西，而有些切羅基籃子還成了收藏家的寶物，然而，也有一些白人進駐新式工廠製造切羅基工藝品。
不過，現今切羅基工藝品的作用不只是經濟上的，不少北美原住民會藉由切羅基的手工藝品來認同自己的身分和文化，並且在相關祭典上使用，甚至在泛印地安主義中成為重要的象徵和媒介之一。

## 外部連結
- 切羅基國（页面存档备份，存于）（官方網站）
- 東方帶切羅基部落（官方網站）
- 給杜瓦聯合部落 （页面存档备份，存于）（官方網站）